# Sogo Ishii
Sogo Ishii (japanska 石井聰亙, Ishii Sōgo), född Toshihiro Ishii 1957, är en japansk filmregissör. 